# Sutton Salt Lake

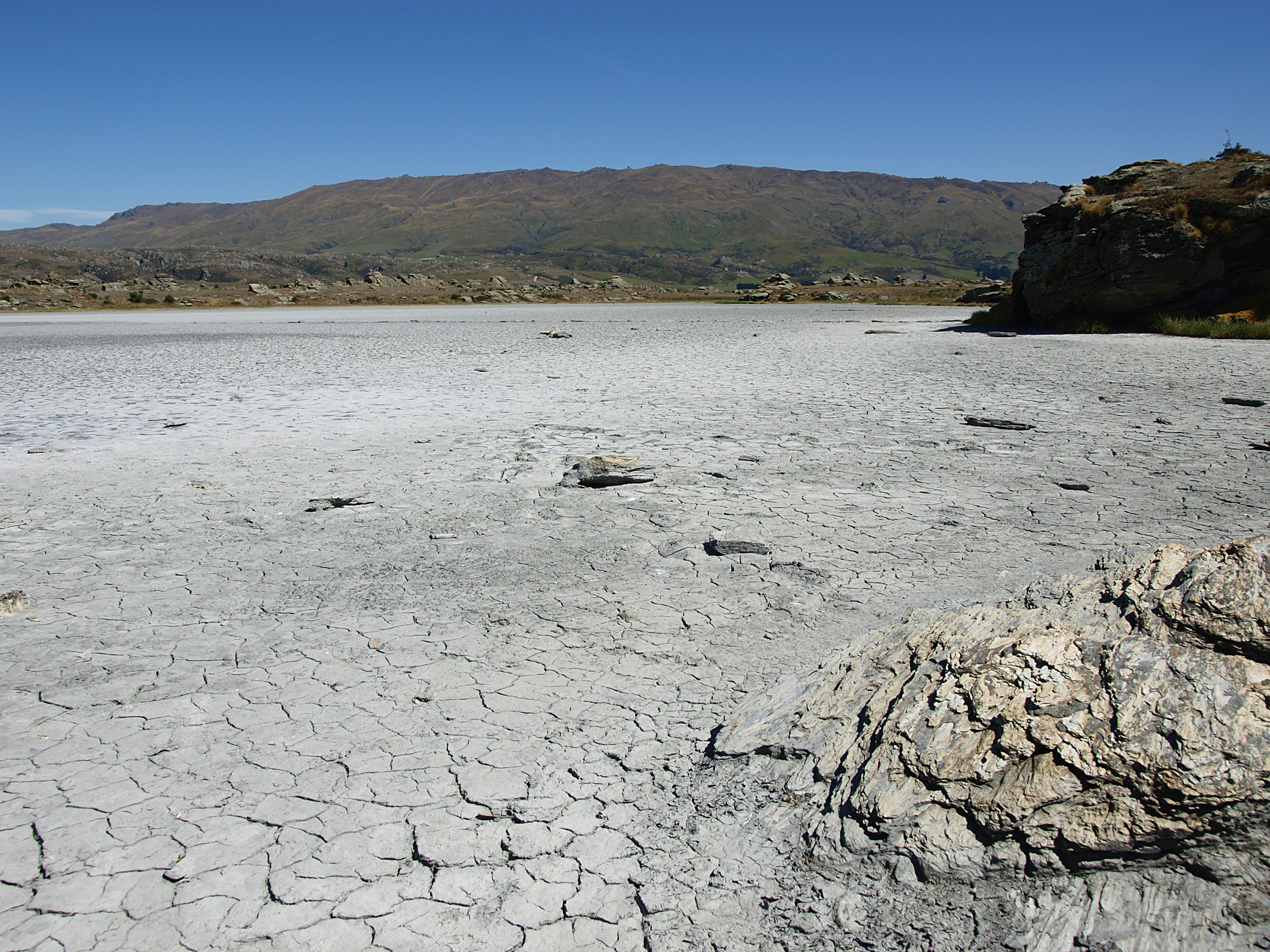
Der Sutton Salt Lake in seiner Trockenphase Mitte November 2008

Der Sutton Salt Lake, offiziell lediglich Salt Lake genannt, ist der einzige Salzsee Neuseelands, der im Sommer austrocknet. Er stellt durch die Art seiner Entstehung eine Besonderheit unter den Salzseen der Welt dar.

## Geographie
Der Salzsee befindet sich auf der Südinsel Neuseelands etwa 65 Kilometer nordwestlich von Dunedin entfernt. Er liegt auf 250 Meter Höhe in der relativ trockenen Region von Otago. Die Distanz zum Pazifischen Ozean beträgt lediglich 50 Kilometer. Zu erreichen ist der etwa zwei Hektar große See über einen Abzweig vom New Zealand State Highway 87 in der Nähe von Sutton etwa 8 Kilometer von Middlemarch entfernt.

## Entstehung und Geologie
Entstanden ist der Sutton Salt Lake unter den besonderen Bedingungen des windigen kühlen Seeklimas der neuseeländischen Südinsel und den spezifischen geologischen Gegebenheiten. In einer nur 5 Meter tiefen felsengebetteten Senke, die keinen Zufluss und keinen Abfluss hat, sammelte sich Wasser, welches ausschließlich von den Niederschlägen kam. Der schieferartige Felsboden ließ einen Kontakt mit dem Grundwasser nicht zu. Eine Versickerung fand ebenfalls nicht statt. Bei der relativ hohen Oberflächenverdunstung von etwa 700 Millimetern pro Jahr (bei 500 Millimeter Niederschlag pro Jahr; zum Vergleich: 1000 Millimeter an der Küste), die durch den regelmäßig auftretenden starken Wind des Hochlandes und Temperaturen bis zu 30 Grad Celsius im Sommer verursacht wird, trocknete der maximal 50 Zentimeter tiefe See sehr häufig aus.
Quarzhaltiger Feldspat von den erodierten Felsen und Felsböden der Umgebung wurde durch Wind und Regen der Senke zugeführt und bildete den Sedimentboden des Sees. Dazu kamen Halite (Steinsalze) und Ostrakoden (Muschelkrebse). Ein höherer Anteil an Phyllosilikaten (Schichtsilikate) wie Muskovit, Kaolinit und Chlorite in den Sedimenten des Sees im Vergleich zu den umliegenden Felsen versteht sich auf Grund des spezifischen Transportes des Materials in die Senke.
Der pH-Gehalt des vollen Sees liegt heute bei nahezu 9, wogegen der Salzgehalt des Seewassers nur bei einem Viertel bis einem Drittel des Gehaltes im Pazifischen Ozean liegt und zeigt, dass das zugeführte Salz vornehmlich aus den Aerosolen des Ozeans kommt, welches im Regenwasser konzentriert dem See zugeführt wird.
Nach Jacobson geht man davon aus, dass bei dem derzeitigen Salzgehalt des Sees und dem spezifischen Weg der Versalzung etwa 20.000 vorangegangene Auffüllungs- und Verdunstungszyklen nötig waren, um den Salzsee zu bilden, wie er sich heute darstellt. Da der See aber nicht jedes Jahr völlig austrocknet, kann sein Alter auf weit über 20.000 Jahre geschätzt werden.

## Vegetation und Tierwelt
In einer Untersuchung des Department of Conservation (Ministerium für Naturschutz) vom Jahre 2000 wurde festgestellt, dass das Ökosystem der Salzpflanzen in Neuseeland eines der deutlichsten Beispiele für die Verluste im Ökosystem Neuseelands ist.
Der Sutton Salt Lake wurde in dem betreffenden Bericht mit seinen 15 verschiedenen und katalogisierten Halophyten (Salzpflanzen) und auf Grund seiner Besonderheit als ein spezielles Ökosystem definiert.
In der kargen Landschaft um den See herum leben wenige Tiere. Die auffälligsten davon sind die Wasservögel, darunter der Weißwangenreiher (Egretta novaehollandiae), der Südinsel-Austernfischer (Haematopus finschi), die Stockente (Anas platyrhynchos) und die Paradiesgans (Tadorna variegata), ein ausschließlich in Neuseeland heimischer Entenvogel. Auch die Dominikanermöwe (Larus dominicanus) und der Schwarzschwan (Cygnus atratus), auch Schwarzer Schwan genannt, sind dort gesichtet worden.

## Nutzung
Der Salzsee wurde als eine Attraktion Neuseelands und der Region für den Tourismus erschlossen. Es gibt einen etwa 4 Kilometer langen einstündigen Rundwanderweg zum See, der durch eine bizarre Felsenbrockenlandschaft führt. Die Anzahl der jährlichen Besucher ist jedoch wegen der Abgeschiedenheit des Sees überschaubar. Dafür wird das Gebiet um den See herum gerne von den Einheimischen zum Entenschießen und weitläufig auch als Weideland für Schafe und Rinder genutzt.

## Umweltprobleme
Der Sutton Salt Lake ist nicht besonders geschützt. Es gibt keine Verhaltenshinweise für Wanderer und Touristen, die sich in das einzigartige Ökosystem begeben. Doch die Hauptbedrohung für das Ökosystem geht von herumstreifenden Rindern und Schafen aus, die durch Zertrampeln Schädigungen hervorrufen. Ferner führt das Verbrennen von gerodetem Holz durch die Farmer der Umgebung und das Düngen der Felder zu zusätzlichen Schäden.